# Philharmonie de Kaunas
La Philharmonie de Kaunas (en lituanien Kauno valstybinė filharmonija) est une compagnie de concerts à Kaunas, la deuxième plus grande ville de Lituanie. Le Chœur d'État de Kaunas, l'Orchestre symphonique de Kaunas et le Quatuor de Kaunas jouent à la Philharmonie. La salle compte 530 places.

## Histoire
Le bâtiment de la Philharmonie a été construit de 1925 à août 1928 selon les plans de l'architecte Edmundas Frykas. Le style du bâtiment de quatre étages est néoclassique enrichi d'éléments Art déco .
Le ministère lituanien de la Justice et les tribunaux étaient logés dans le bâtiment. De 1936 à 1940, le quatrième Seimas, le Parlement lituanien, tint ses sessions à l'Orchestre philharmonique .

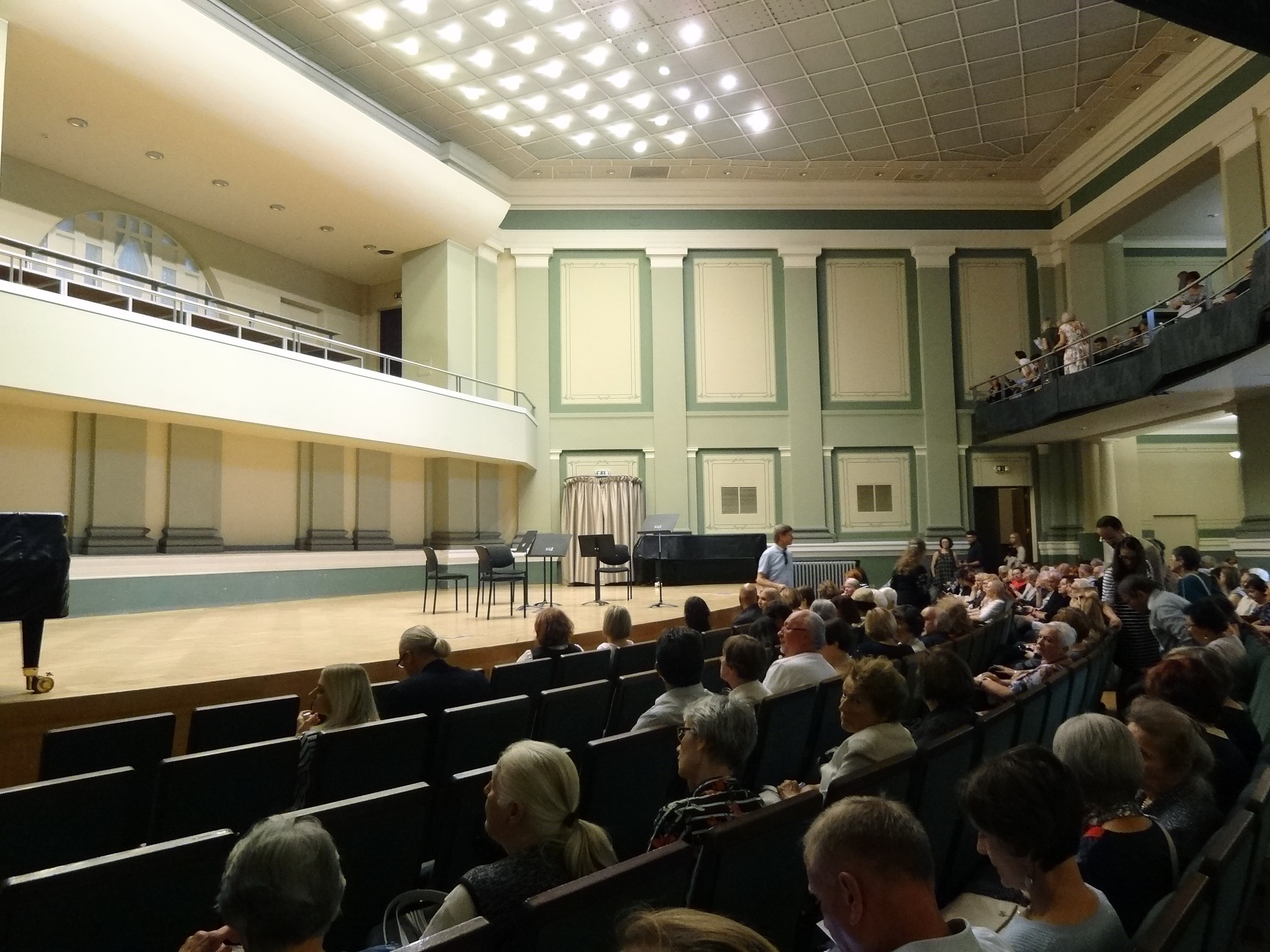
L'intérieur rénové de la Philharmonie dans un entracte de concert, 2019

Le bâtiment fait partie du patrimoine culturel lituanien. De 2005 à 2008, il a été reconstruit selon les plans de l'architecte Rymantė Gudienė .